# Mezobromelia hutchisonii
Mezobromelia hutchisonii är en gräsväxtart som först beskrevs av Lyman Bradford Smith och som fick sitt nu gällande namn av Wilhelm Weber och Lyman Bradford Smith. 
Mezobromelia hutchisonii ingår i släktet Mezobromelia och familjen Bromeliaceae. Inga underarter finns listade i Catalogue of Life.